# Ptychochromis onilahy
Ptychochromis onilahy foi uma espécie de peixe da família Cichlidae. A espécie foi proposta em 2001 como Ptychochromis sp. nov. "Kotro", sendo descrita formalmente apenas em 2006.
Foi endémica da Madagáscar, onde era encontrada no rio Onihaly no sudoeste da ilha. Foi extinta devido à perda de habitat. O último registro foi em 1962 quando somente cinco espécimes foras coletados.